# كوداكية
الكوداكية (الاسم العلمي: Codakia) هي جنس من الحيوانات تتبع الفصيلة اللوسينات من رتبة اللوسينيات.

## أنواع الكوداكية
- كوداكية خشنة
- كوداكية دائرية
- كوداكية ريفية
- كوداكية كاليفورنية
- كوداكية كوبية
- كوداكية متغضنة
- كوداكية متقطعة
- كوداكية مشطية
- كوداكية مضلعة
- كوداكية نقطية
- كوداكية نمرية